# 劉元起
刘元起（?—?），涿郡涿县人，东汉宗室，蜀汉昭烈帝劉備的族父。

## 生平
刘元起的事迹在《蜀書·先主传》有記载，汉灵帝熹平四年（175年），刘元起送十五岁的劉備向同乡的有名儒学者盧植学习学問，同时的学友有公孫瓚。刘元起的儿子刘德然也一起学习，刘元起给刘德然、劉備同額学費。劉元起之妻对此事不满，刘元起说：「我的家族中有这个孩子，不是平常人。」

## 儿子
刘德然，他的事迹在《蜀書·先主传》有記载，他奉父命和十五岁的劉備一起向同乡的有名儒学者盧植，学习学問，同时的学友有公孫瓚。其後刘德然的事迹不詳，没有记载他参与了刘备的创业。